# Athlétisme aux Jeux de l'Empire britannique de 1930
Navigation
Les épreuves d'athlétisme des Jeux de l'Empire britannique de 1930 se déroulent du 16 au 23 août 1930 au Civic Stadium d'Hamilton au Canada.

## Podiums
| Epreuve           | Or                                                                                      | Argent                                                                 | Bronze                                                                   |
| ----------------- | --------------------------------------------------------------------------------------- | ---------------------------------------------------------------------- | ------------------------------------------------------------------------ |
| 100 yards         | Percy Williams (CAN) 9 s 9                                                              | Ernie Page (ENG) 10 s 2e                                               | John Fitzpatrick (CAN) 10 s 2e                                           |
| 220 yards         | Stanley Engelhart (ENG) 21 s 8                                                          | John Fitzpatrick (CAN)                                                 | Willie Walters (RSA)                                                     |
| 440 yards         | Alex Wilson (CAN) 48 s 8                                                                | Willie Walters (RSA) 48 s 9e                                           | George Golding (AUS)                                                     |
| 880 yards         | Tommy Hampson (ENG) 1 min 52 s 4                                                        | Reg Thomas (ENG) 1 min 55 s 5e                                         | Alex Wilson (CAN) 1 min 55 s 6e                                          |
| Mile              | Reg Thomas (ENG) 4 min 14 s 0                                                           | William Whyte (AUS) 4 min 17 s 0e                                      | Jerry Cornes (ENG)                                                       |
| 3 miles           | Stan Tomlin (ENG) 14 min 27 s 4                                                         | Alex Hillhouse (AUS) 14 min 27 s 6e                                    | Jack Winfield (ENG) 14 min 29 s 0e                                       |
| 6 miles           | Billy Savidan (NZL) 30 min 49 s 6                                                       | Ernie Harper (ENG) 31 min 01 s 6e                                      | Tom Evenson (ENG)                                                        |
| Marathon          | Dunky Wright (SCO) 2 h 43 min 43 s                                                      | Sam Ferris (ENG) 2 h 47 min 13e s                                      | Johnny Miles (CAN) 2 h 48 min 23e s                                      |
| 2 miles steeple   | George Bailey (ENG) 9 min 52 s 0                                                        | Alex Hillhouse (AUS)                                                   | Vernon Morgan (ENG)                                                      |
| 120 yards haies   | David Burghley (ENG) 14 s 6                                                             | Howard Davies (RSA) 14 s 7e                                            | Fred Gaby (ENG)                                                          |
| 440 yards haies   | David Burghley (ENG) 54 s 4                                                             | Roger Leigh-Wood (ENG) 55 s 9e                                         | Douglas Neame (ENG)                                                      |
| Saut en hauteur   | Johannes Viljoen (RSA) 6' 3" (1,905 m)                                                  | Colin Gordon (GUY) 6' 2" (1,88 m)                                      | William Stargratt (CAN) 6' 1" (1,855 m)                                  |
| Saut à la perche  | Victor Pickard (CAN) 12' 3" (3,73 m)                                                    | Howard Ford (ENG) 12' 3" (3,73 m)                                      | Robert Stoddard (CAN) 12' 0" (3,655 m)                                   |
| Saut en longueur  | Len Hutton (CAN) 23' 7½" (7,20 m)                                                       | Reg Revans (ENG) 22' 6" (6,86 m)                                       | Johannes Viljoen (RSA) 22' 6" (6,86 m)                                   |
| Triple saut       | Gordon Smallacombe (CAN) 48' 5" (14,755 m)                                              | Reg Revans (ENG) 46' 10¾" (14,29 m)                                    | Len Hutton (CAN) 45' 7¼" (13,90 m)                                       |
| Lancer du poids   | Harry Hart (RSA) 47' 10" (14,58 m)                                                      | Robert Howland (ENG) 44' 2" (13,46 m)                                  | Charles Hermann (CAN) 42' 7" (12,98 m)                                   |
| Lancer du disque  | Harry Hart (RSA) 135' 11" (41,425 m)                                                    | Charles Hermann (CAN) 135' 3" (41,22 m)                                | Abe Zvonkin (CAN) 135' 1" (41,17 m)                                      |
| Lancer du marteau | Malcolm Nokes (ENG) 154' 7" (47.12 m)                                                   | Bill Britton (IRL) 153' 10" (46,89 m)                                  | John Cameron (CAN) 145' 10" (44,45 m)                                    |
| Lancer du javelot | Stan Lay (NZL) 207' 1½" (63,13 m)                                                       | Doral Pilling (CAN) 183' 6" (55,93 m)                                  | Harry Hart (RSA) 174' 7" (53,21 m)                                       |
| 4 x 110 yards     | Canada Jim Brown John Fitzpatrick Leigh Miller Ralph Adams 42 s 2                       | Angleterre James Cohen John Heap John Hanlon Stanley Engelhart 42 s 7e | Afrique du Sud Howard Davies Werner Gerhardt Wilfred Legg Willie Walters |
| 4 x 440 yards     | Angleterre David Burghley Stuart Townend Kenneth Brangwin Roger Leigh-Wood 3 min 19 s 4 | Canada Alex Wilson Art Scott Jimmy Ball Stanley Glover 3 min 19 s 8e   | Afrique du Sud John Chandler Werner Gerhardt Wilfred Legg Willie Walters |

## Résultats détaillés

### 100 y
| Rang | Pays           | Athlète           | Temps  |
| ---- | -------------- | ----------------- | ------ |
| 1    | Canada         | Percy Williams    | 9 s 9  |
| 2    | Angleterre     | Ernest Page       | 10 s 2 |
| 3    | Canada         | John Fitzpatrick  | 10 s 2 |
| 4    | Afrique du Sud | Wilfred Legg      |        |
| 5    | Afrique du Sud | Werner Gerhardt   |        |
| 6    | Angleterre     | Stanley Engelhart |        |

### 220 y
| Rang | Pays           | Athlète           | Temps  |
| ---- | -------------- | ----------------- | ------ |
| 1    | Angleterre     | Stanley Englehart | 21 s 8 |
| 2    | Canada         | John Fitzpatrick  |        |
| 3    | Afrique du Sud | William Walters   |        |
| 4    | Écosse         | Roy Hamilton      |        |
| 5    | Canada         | James Ball        |        |
| 6    | Afrique du Sud | Werner Gerhardt   |        |

### 440 y
| Rang | Pays           | Athlète          | Temps  |
| ---- | -------------- | ---------------- | ------ |
| 1    | Canada         | Alex Wilson      | 48 s 8 |
| 2    | Afrique du Sud | William Walters  | 48 s 9 |
| 3    | Australie      | George Golding   |        |
| 4    | Angleterre     | Kenneth Brangwin |        |
| 5    | Canada         | James Ball       |        |
| 6    | Australie      | Herbert Bascombe |        |

### 880 y
| Rang | Pays               | Athlète         | Performance  |
| ---- | ------------------ | --------------- | ------------ |
| 1    | Angleterre         | Thomas Hampson  | 1 min 52 s 4 |
| 2    | Angleterre         | Reginald Thomas | 1 min 54 s 8 |
| 3    | Canada             | Alex Wilson     | 1 min 54 s 9 |
| 4    | Afrique du Sud     | John Chandler   |              |
| 5    | Guyane britannique | Philip Edwards  |              |
| 6    | Angleterre         | Stuart Townend  |              |
| 7    | Angleterre         | Mike Gutteridge |              |
| 8    | Canada             | Percy Pickard   |              |

### 1 mile
| Rang | Pays               | Athlète           | Performance  |
| ---- | ------------------ | ----------------- | ------------ |
| 1    | Angleterre         | Reginald Thomas   | 4 min 14 s 0 |
| 2    | Australie          | William Whyte     | 4 min 17 s 0 |
| 3    | Angleterre         | Jerry Cornes      |              |
| 4    | Canada             | Jack Walters      |              |
| 5    | Guyane britannique | Philip Edwards    |              |
| 6    | Écosse             | Robert Sutherland |              |
| 7    | Australie          | Russell McDougall |              |
| 8    | Angleterre         | Stuart Townend    |              |

### 3 miles
| Rang | Pays       | Athlète           | Temps         |
| ---- | ---------- | ----------------- | ------------- |
| 1    | Angleterre | Stan Tomlin       | 14 min 27 s 4 |
| 2    | Australie  | Alex Hillhouse    | 14 min 27 s 6 |
| 3    | Angleterre | Jack Winfield     | 14 min 29 s 0 |
| 4    | Écosse     | Robert Sutherland | 14 min 29 s 4 |
| 5    | Angleterre | Thomas Evenson    | 14 min 29 s 6 |
| 6    | Angleterre | Brian Oddie       | 14 min 29 s 8 |
| 7    | Canada     | Fred Sargeant     |               |
| 8    | Canada     | Walter Hornby     |               |

### 6 miles
| Rang | Pays             | Athlète           | Performance   |
| ---- | ---------------- | ----------------- | ------------- |
| 1    | Nouvelle-Zélande | John Savidan      | 30 min 49 s 6 |
| 2    | Angleterre       | Ernest Harper     | 31 min 01 s 6 |
| 3    | Angleterre       | Thomas Evenson    |               |
| 4    | Écosse           | Jimmy Wood        |               |
| 5    | Écosse           | Robert Sutherland |               |
| 6    | Canada           | Bill Reynolds     |               |
| 7    | Angleterre       | Jack Winfield     |               |

### Marathon
| Rang | Pays        | Athlète         | Performance   |
| ---- | ----------- | --------------- | ------------- |
| 1    | Écosse      | Duncan Wright   | 2 h 43 min 43 |
| 2    | Angleterre  | Samuel Ferris   | 2 h 47 min 13 |
| 3    | Canada      | Johnny Miles    | 2 h 48 min 23 |
| 4    | Canada      | Percy Wyer      |               |
| 5    | Angleterre  | Herbert Bignall |               |
| 6    | Canada      | Silas McLellan  |               |
| 7    | Canada      | Norman Dack     |               |
| 8    | Terre-Neuve | Ronald O'Toole  |               |

### 120 y haies
| Rang | Pays           | Athlète        | Temps  |
| ---- | -------------- | -------------- | ------ |
| 1    | Angleterre     | David Burghley | 14 s 6 |
| 2    | Afrique du Sud | Howard Davies  | 14 s 7 |
| 3    | Angleterre     | Fred Gaby      |        |
| 4    | Afrique du Sud | Snaar Viljoen  |        |
| 5    | Angleterre     | Roland Harper  |        |
| 6    | Afrique du Sud | Harry Hart     |        |

### 440 y haies
| Rang | Pays       | Athlète          | Temps  |
| ---- | ---------- | ---------------- | ------ |
| 1    | Angleterre | David Burghley   | 54 s 4 |
| 2    | Angleterre | Roger Leigh-Wood | 55 s 9 |
| 3    | Angleterre | Douglas Neame    |        |
| 4    | Angleterre | Wilfred Tatham   |        |
| 5    | Canada     | Walter Connolly  |        |
| 6    | Canada     | John Hickey      |        |

### 2 mile steeple
| Rang | Pays       | Athlète        | Temps        |
| ---- | ---------- | -------------- | ------------ |
| 1    | Angleterre | George Bailey  | 9 min 52 s 0 |
| 2    | Australie  | Alex Hillhouse |              |
| 3    | Angleterre | Vernon Morgan  |              |
| 4    | Canada     | Art Wilkins    |              |
| 5    | Canada     | Bill Reid      |              |
| 6    | Canada     | Pete Suttie    |              |

### Saut en hauteur
| Rang | Pays               | Athlète            | Hauteur |
| ---- | ------------------ | ------------------ | ------- |
| 1    | Afrique du Sud     | Snaar Viljoen      | 1,90 m  |
| 2    | Guyane britannique | Colin Gordon       | 1,88 m  |
| 3    | Canada             | Clarence Stargratt | 1,85 m  |
| 4    | Canada             | Duncan McNaughton  |         |
| 5    | Angleterre         | Edward Bradbrooke  |         |
| 6    | Angleterre         | Geoffrey Turner    |         |
| 7    | Canada             | Gordon Smallacombe |         |
| 8    | Angleterre         | Reg Revans         |         |

### Saut en longueur
| Rang | Pays           | Athlète            | Distance |
| ---- | -------------- | ------------------ | -------- |
| 1    | Canada         | Len Hutton         | 7,20 m   |
| 2    | Angleterre     | Reg Revans         | 6,86 m   |
| 3    | Afrique du Sud | Snaar Viljoen      | 6,86 m   |
| 4    | Canada         | Chester Smith      | 6,79 m   |
| 5    | Canada         | Gordon Smallacombe | 6,61 m   |
| 6    | Angleterre     | James Cohen        |          |
| 7    | Angleterre     | Fred Foley         |          |

### Triple saut
| Rang | Pays             | Athlète            | Distance |
| ---- | ---------------- | ------------------ | -------- |
| 1    | Canada           | Gordon Smallacombe | 14,76 m  |
| 2    | Angleterre       | Reg Revans         | 14,29 m  |
| 3    | Canada           | Len Hutton         | 13,90 m  |
| 4    | Canada           | George Sutherland  | 13,75 m  |
| 5    | Terre-Neuve      | Gregory Powers     | 13,44 m  |
| 6    | Nouvelle-Zélande | Roger Johnson      | 13,16 m  |

### Saut à la perche
| Rang | Pays       | Athlète                 | Hauteur |
| ---- | ---------- | ----------------------- | ------- |
| 1    | Canada     | Victor Pickard          | 3,73 m  |
| 2    | Angleterre | Howard Ford             | 3,73 m  |
| 3    | Canada     | Bob Stoddard            | 3,66 m  |
| 4    | Canada     | Alfred Gilbert          |         |
| 5    | Angleterre | Laurence Bond           |         |
| 6    | Angleterre | Bernard Babington-Smith |         |
| 7    | Angleterre | Fred Foley              |         |

### Lancer du javelot
| Rang | Pays             | Athlète        | Distance |
| ---- | ---------------- | -------------- | -------- |
| 1    | Nouvelle-Zélande | Stanley Lay    | 63,13 m  |
| 2    | Canada           | Doral Pilling  | 55,93 m  |
| 3    | Afrique du Sud   | Harry Hart     | 53,21 m  |
| 4    | Angleterre       | Robert Turner  |          |
| 5    | Angleterre       | Leslie Snow    |          |
| 6    | Canada           | Archie Stewart | 44,85 m  |

### Lancer du disque
| Rang | Pays           | Athlète           | Distance |
| ---- | -------------- | ----------------- | -------- |
| 1    | Afrique du Sud | Harry Hart        | 41,43 m  |
| 2    | Canada         | Charlie Herman    | 41,22 m  |
| 3    | Canada         | Abe Zvonkin       | 41,17 m  |
| 4    | Angleterre     | Kenneth Pridie    | 39,22 m  |
| 5    | Angleterre     | Malcolm Nokes     |          |
| 6    | Angleterre     | Howard Ford       |          |
| 7    | Canada         | Archie Stewart    |          |
| 8    | Canada         | George Sutherland |          |

### Lancer du poids
| Rang | Pays           | Athlète        | Distance |
| ---- | -------------- | -------------- | -------- |
| 1    | Afrique du Sud | Harry Hart     | 14,58 m  |
| 2    | Angleterre     | Robert Howland | 13,46 m  |
| 3    | Canada         | Charlie Herman | 12,98 m  |
| 4    | Canada         | Abe Zvonkin    | 12,63 m  |
| 5    | Angleterre     | Howard Ford    | 12,44 m  |
| 6    | Angleterre     | Kenneth Pridie | 12,40 m  |
| 7    | Canada         | Archie Stewart |          |
| 8    | Angleterre     | Fred Foley     |          |

### Lancer du marteau
| Rang | Pays           | Athlète             | Distance |
| ---- | -------------- | ------------------- | -------- |
| 1    | Angleterre     | Malcolm Nokes       | 47,13 m  |
| 2    | Irlande        | William Britton     | 46,89 m  |
| 3    | Canada         | John Cameron        | 44,45 m  |
| 4    | Écosse         | Sandy Smith         | 44,31 m  |
| 5    | Écosse         | Alex Murray         | 42,70 m  |
| 6    | Canada         | Archibald McDiarmid | 42,44 m  |
| 7    | Canada         | George Sutherland   |          |
| 8    | Afrique du Sud | Snaar Viljoen       |          |

### 4 × 110 y relais
| Rang | Pays           | Athlètes                                                   | Temps  |
| ---- | -------------- | ---------------------------------------------------------- | ------ |
| 1    | Canada         | Jim Brown Leigh Miller Ralph Adams John Fitzpatrick        | 42 s 2 |
| 2    | Angleterre     | John Hanlon James Cohen John Heap Stanley Englehart        | 42 s 7 |
| 3    | Afrique du Sud | Howard Davies Werner Gerhardt Wilfred Legg William Walters |        |
| 4    | Australie      |                                                            | DNS    |

### 4 × 440 y relais
| Rang | Pays           | Athlètes                                                        | Temps        |
| ---- | -------------- | --------------------------------------------------------------- | ------------ |
| 1    | Angleterre     | Roger Leigh-Wood Stuart Townend David Burghley Kenneth Brangwin | 3 min 19 s 4 |
| 2    | Canada         | Arthur Scott Stanley Glover James Ball Alex Wilson              | 3 min 19 s 8 |
| 3    | Afrique du Sud | Wilfred Legg Werner Gerhardt John Chandler William Walters      |              |

## Légende
Records et Performances
- AR : Record continental (area record)
- CR : Record des championnats (championship record)
- MR : Record du meeting (meet record)
- NR : Record national (national record)
- OR : Record olympique (olympic record)
- PR : Record paralympique (paralympic record)
- PB : Record personnel (personal best)
- SB : Meilleure performance personnelle de la saison (season's best)
- WL : Meilleure performance mondiale de l'année (world leader)
- WJR : Record du monde junior (world junior record)
- WR : Record du monde (world record)

Circonstances et Conditions
- DNF : N'a pas terminé (did not finish)
- DNS : N'a pas pris le départ (did not start)
- DQ : Disqualification (disqualification)
- NM : Aucun essai valable enregistré (No Mark)
- Q : Qualifié « directement » au prochain tour (ou à la prochaine compétition), lors d'une compétition majeure, grâce au classement ou à la réalisation des minima (automatic qualifier)
- q : Qualifié au prochain tour (ou à la prochaine compétition), lors d'une compétition majeure, grâce au repêchage ou à la réalisation de l'une des meilleures performances parmi celles des « non qualifiés directement » (grâce au meilleur temps ou à la meilleure distance par exemple) (secondary qualifier)